# Ville de Mackay
Pour les articles homonymes, voir Mackay.
La ville de Mackay était une zone d'administration locale de type city sur la côte est du Queensland en Australie. Elle a fusionné avec les comtés de Mirani et de Sarina pour former la région de Mackay.
La « ville de Mackay » comprenait, outre Mackay, les îles Brampton et Lindeman

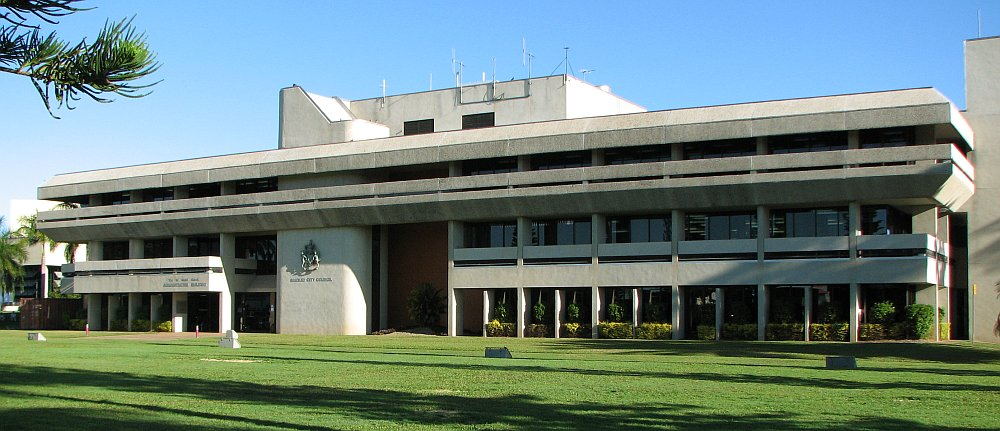
Le bâtiment de l'ancien conseil de la ville de Mackay.